# Guillermo I de los Países Bajos
Guillermo I de los Países Bajos (nacido Willem Frederik; La Haya, Países Bajos, 24 de agosto de 1772-Berlín, 12 de diciembre de 1843) fue el primer rey de los Países Bajos y gran duque de Luxemburgo entre 1815 (año de su ascenso al trono) y 1840 (año de su abdicación). Fue también príncipe de Orange, duque de Nassau-Dietz y de Fulda desde 1806, hasta su muerte. Fue estatúder de las Provincias Unidas, bajo el nombre de Guillermo VI, durante los años 1813 y 1815.
Nació con el nombre Willem Federick, en La Haya, Países Bajos, en 1772, siendo hijo de Guillermo V de Orang-Nassau y de su consorte, Federica Guillermina de Prusia. Por línea paterna, era nieto de la princesa Ana de Hannover, hija de Jorge II de Gran Bretaña.

## Biografía
Los padres del Rey Guillermo I fueron los últimos estatúderes de los Países Bajos, Guillermo V de Orange-Nassau y su esposa la Princesa Guillermina de Prusia. Hasta 1813 Guillermo fue conocido como Príncipe Guillermo VI de Orange. En 1791 Guillermo contrajo matrimonio con su prima Guillermina (1774-1837), nacida en Potsdam. Su esposa era la hija del rey Federico Guillermo II de Prusia. Después de que Guillermina muriera en 1837, Guillermo volvió a casarse con la Condesa Henriette d'Oultremont de Wegimont en 1841 en Berlín. Dos años después, Guillermo moría en esa ciudad.
Guillermo V era el estatúder hereditario de la República de los Siete Países Bajos Unidos hasta que el país fue invadido por los ejércitos revolucionarios de Francia, por lo que huyó con su hijo a Inglaterra. Al contrario que su padre –que dio permiso a su pueblo para colaborar con los franceses –Guillermo tenía una fuerte personalidad y trató de recuperar la República.
En 1799 Guillermo desembarcó en el actual territorio de Holanda Septentrional. La población neerlandesa local no se mostró muy contenta con la llegada del príncipe. Algunos partidarios de la Casa de Orange-Nassau incluso fueron ejecutados. Tras una serie de escaramuzas menores fue obligado a abandonar de nuevo el país. Napoleón Bonaparte, decidió cederle algunos pequeños principados alemanes, en compensación por sus territorios perdidos. Sin embargo, estos principados le fueron confiscados cuando los ejércitos napoleónicos invadieron el Sacro Imperio Romano Germánico en 1806 y Guillermo decidió apoyar a sus parientes prusianos contra Napoleón. Ese mismo año, tras la muerte de su padre, Guillermo V, le sucedió como príncipe de Orange.

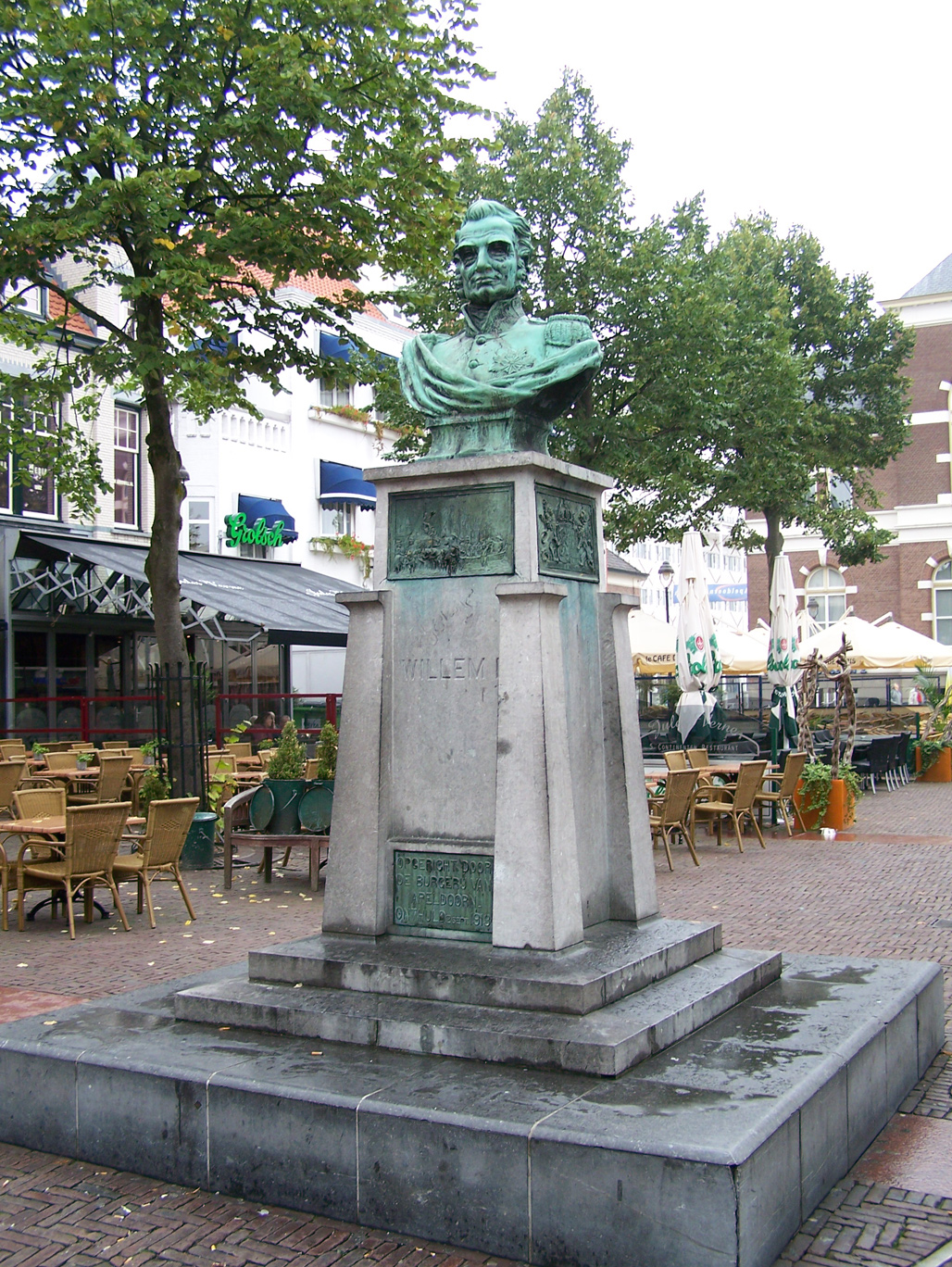
Estatua de Guillermo I, Rey de los Países Bajos, situada en Apeldoorn. Levantada en 1913 y esculpida por Pieter Puype.

Después de la derrota de Napoleón en la Batalla de Leipzig (octubre de 1813), los ejércitos franceses se retiraron del territorio de los Países Bajos. Se formó un gobierno provisional, formado bajo el liderazgo de algunos de los llamados “Patriotas”, que pidieron el regreso de Guillermo, en contraste con su rebelión de 1795. Desde su punto de vista, se daba por descontado que los demás países europeos aceptarían el liderazgo del príncipe Guillermo en el nuevo orden, y sería positivo para restaurar la unión entre los holandeses y los lazos internacionales. Por lo que se refiere a la población neerlandesa, en general estaba satisfecha con la retirada de los franceses, que habían arruinado la economía del país, y el regreso del príncipe fue considerado con agrado.
El 30 de noviembre de 1813, el príncipe Guillermo desembarcó en la playa de Scheveningen, a solo unos pocos metros del lugar desde donde había abandonado el país con su padre dieciocho años antes, y el 6 de diciembre el gobierno provisional le ofreció el título de rey, que Guillermo rechazó, proclamándose “príncipe soberano”. También aceptó que los derechos del pueblo fuesen garantizados por “una constitución razonable”.
De hecho, la nueva constitución ofrecía al príncipe Guillermo extensos poderes (casi absolutos). Los ministros del gobierno solo eran responsables ante él y el parlamento (dividido en dos cámaras) ejercía solo un poder limitado. Fue coronado como príncipe soberano en la Nieuwe Kerk (Nueva Iglesia) de Ámsterdam. En 1814 obtuvo la soberanía sobre todo el territorio de los Países Bajos, incluyendo las Provincias Unidas y el territorio de la actual Bélgica.
Al sentirse amenazado por la huida de Napoleón Bonaparte de su confinamiento en la isla de Elba, Guillermo se proclamó rey del “Reino Unido de los Países Bajos” el 16 de marzo de 1815, con el apoyo de los países reunidos en el Congreso de Viena. Su hijo, el futuro Guillermo II, luchó como comandante en la Batalla de Waterloo, que terminó con la derrota de los ejércitos franceses. Tras la victoria, el rey Guillermo I adoptó una nueva constitución, que adoptaba la mayor parte de lo establecido en la anterior, pero que también incrementaba sus poderes.

## Principales cambios
Los Estados Generales de los Países Bajos estaban divididos en dos cámaras. El Eerste Kamer (Primera Cámara/Senado/Cámara de los Lores) era nombrado por el rey. El Tweede Kamer (Segunda Cámara/Cámara de Representantes/Cámara de los Comunes) era elegido por los Estados Provinciales, que a su vez eran elegidos por sufragio censitario. Los 110 asientos eran divididos a partes iguales entre el Norte y el Sur (actual Bélgica) de los Países Bajos, aunque en el momento de la reforma la población del Norte (2 millones de habitantes) era significativamente menor que la del Sur (3,5 millones de habitantes). La principal función de los Estados Generales era aprobar las leyes y decretos del rey. En la constitución aparecían muchas de las instituciones políticas holandesas actuales, aunque sus funciones y composición han cambiado enormemente desde entonces.
La constitución fue aceptada en el Norte, pero no en el Sur. La desigual representación del Sur fue una de las causas que provocarían el estallido de la Revolución en Bélgica en 1830. En las provincias del sur la participación electoral para la constitución fue baja, pero Guillermo interpretó que la abstención era un voto afirmativo. Preparó una celebración en Bruselas, donde repartió monedas de cobre entre el pueblo (que le dieron su primer apodo, “El Rey de Cobre”).
El rey Guillermo I orientó la política gubernamental hacia el progreso económico. Fundó muchas instituciones comerciales (su segundo apodo era “El Rey Mercader”). En 1822 fundó la “Algemeene Nederlandsche Maatschappij ter Begunstiging van de Volksvlijt”, que se convertiría en una de las más importantes instituciones económicas de Bélgica tras su independencia (Société Générale de Belgique / Sociedad General de Bélgica). La industria floreció en el país, especialmente en el Sur. En 1817 también fundó tres universidades en las provincias del sur, como la nueva Universidad Católica de Lovaina, la Universidad de Gante y la Universidad de Lieja. Al mismo tiempo, las provincias del norte del país se convirtieron en un importante centro comercial. En combinación con las colonias en las Indias Orientales (actual Indonesia), Surinam y las Antillas Neerlandesas fomentaron el aumento de la prosperidad y riqueza en el reino. Sin embargo, la mayor parte de los beneficios iban a parar a manos de los holandeses. En comparación, pocos belgas consiguieron beneficiarse del crecimiento económico. Este sentimiento de desigualdad y discriminación sería otra causa del descontento de los belgas.
Oficialmente, en el Reino de los Países Bajos existía separación entre Iglesia y Estado. Sin embargo, el propio Guillermo era un firme defensor de la Iglesia Reformada Neerlandesa, lo que generó mayor resentimiento en el sur, predominantemente católico. Aparte de las diferencias religiosas, Guillermo I generó una controversia cultural y lingüística al imponer el neerlandés como lengua oficial de la región de Flandes, lo que enfureció a los aristócratas y trabajadores francófonos. Se requirió que todas las escuelas públicas del reino instruyeran a los estudiantes en la religión reformada y en el lenguaje neerlandés. Muchos de los habitantes del Sur temían que el rey tratara de eliminar el catolicismo y el idioma francés.

## La Revolución de Bélgica
En agosto de 1830 y en Bruselas se estrenó la ópera La Muette de Portici, cuyas representaciones fueron la espoleta que hizo estallar el sentimiento nacionalista belga y la “holandofobia”, que se extendió por toda Bélgica. Tuvieron lugar varios disturbios, principalmente dirigidos contra el impopular ministro de justicia del reino, que vivía en Bruselas. Enfurecido, Guillermo I reaccionó enviando tropas para reprimir a los rebeldes. Sin embargo, los disturbios no solo no cesaron, sino que se extendieron a otras ciudades belgas, que sintieron la necesidad de defender su identidad azuzadas por los políticos nacionalistas belgas. Pronto se proclamó el Estado independiente de Bélgica.
Al año siguiente, el rey Guillermo I envió a sus hijos a Bélgica para reprimir la rebelión. Aunque inicialmente victorioso, el ejército neerlandés fue obligado a retirarse tras la amenaza de la intervención de Francia. Una minoría belga mantuvo su apoyo a la Casa de Orange-Nassau (especialmente los flamencos) durante años, pero los holandeses nunca consiguieron recuperar el control de Bélgica. Resistiéndose a aceptar la derrota, el rey continuó la guerra contra el nuevo país durante ocho años. Sus éxitos económicos fueron en parte anulados por su empecinamiento en mantener el esfuerzo militar. El coste de la guerra se convirtió en una pesada carga para la economía neerlandesa, creando un fuerte malestar público. Finalmente, en 1839, el rey se vio obligado a detener la guerra. El Reino Unido de los Países Bajos fue disuelto y rebautizado simplemente como “Reino de los Países Bajos”.

## Cambios constitucionales y abdicación
En 1840 se iniciaron cambios constitucionales debido a que los términos referidos al Reino Unido de los Países Bajos tuvieron que ser retirados. Entre los cambios constitucionales se incluyó la introducción de la responsabilidad judicial de los ministros. Aunque el parlamento mantuvo un poder similar a la situación anterior, el gobierno era más controlable. Sin embargo, el carácter conservador del rey no pudo soportar estos cambios constitucionales, que junto a la negativa a aceptar la pérdida de Bélgica y la intención del monarca de volver a casarse con Henriette d´Oultremont (que escandalizó a los belgas y a los católicos) finalmente le llevaron a la abdicación, que se produjo el 7 de octubre de 1840. Su hijo mayor accedió al trono como Guillermo II de los Países Bajos. El exmonarca se trasladó a la ciudad de Berlín, donde murió tres años después en compañía de su esposa Henriette.

## Descendencia
Con su primera esposa, la Reina Guillermina, el rey Guillermo I tuvo cuatro hijos:
- El Príncipe Guillermo de los Países Bajos (Willem Frederik George Lodewijk) (1792-1849). Reinó como Guillermo II entre 1840-1849 y se casó con la Gran Duquesa Ana Pavlovna de Rusia.
- El Príncipe Federico de los Países Bajos (Willem Frederik Karel) (1791-1881). Se casó con la Princesa Luisa de Prusia (1808-1870).
- La Princesa Paulina de los Países Bajos (Wilhelmina Frederika Louise Pauline Charlotte) (1800-1806).
- La Princesa Mariana de los Países Bajos (Wilhelmina Frederika Louise Charlotte Marianne) (1810-1883). Se casó con el Príncipe Alberto de Prusia.

## Títulos y tratamientos
Esta tabla aún no está actualizada. Puedes contribuir aportando información sobre títulos y tratamientos de esta persona.
| Predecesor: Guillermo V Bátavo                          | Príncipe de Orange 1806 - 1815                                 | Sucesor: Guillermo VII                          |
| Predecesor: Título creado (Luis II como rey de Holanda) | Príncipe Soberano de los Países Bajos Unidos 1813 - 1815       | Sucesor: Él mismo como monarca                  |
| Predecesor: Él mismo como príncipe soberano             | Rey de los Países Bajos y Gran Duque de Luxemburgo 1815 - 1840 | Sucesor: Guillermo II                           |
| Predecesor: Guillermo V Bátavo                          | Príncipe de Orange-Nassau 1806                                 | Sucesor: Cargo abolido (incorporado a Nassau)   |
| Predecesor: Cargo restablecido (parte de Nassau)        | Príncipe de Orange-Nassau 1813 - 1815                          | Sucesor: Cargo abolido (reincorporado a Nassau) |
| Predecesor: Cargo creado                                | Príncipe de Orange-Nassau-Fulda 1803 - 1806                    | Sucesor: Cargo abolido                          |